# Коротаева, Любовь Георгиевна
Любовь Георгиевна Коротаева (27 октября 1918, д. Верея, Раменский р-н Московской области — 18 января 2000, Москва) — единственная женщина-участница (в составе группы из 20 человек) восхождения на Эльбрус для снятия фашистских штандартов и водружения флагов СССР 9—13 февраля 1943 года. Соавтор (вместе с А. И. Грязновым и Н. Б. Персияниновым) песни «Баксанская» («Помнишь, товарищ…»).

## Биография
Родилась 27 октября 1918 года в деревне Верея Раменского района Московской области. Отец — Наумов Георгий Иванович — был кузнецом колхоза «Путь к коммунизму» с. Быково Раменского района (умер в 1947 году). Мать — Коротаева Фёкла Григорьевна — работала учительницей начальной школы в этом же селе (умерла в 1941 году).
В 1936 году окончила школу № 2 в Раменском и поступила в МИТХТ им. М. В. Ломоносова. Во время учёбы работала пионервожатой в подшефной школе, принимала участие в выборах и переписи населения, возглавляла политмассовый сектор бюро ВЛКСМ курса. Тогда же провела большую работу по организации альпинистской секции в институте. Дипломный проект Л. Г. Коротаевой был посвящён разработке технологии совершенно нового каталитического процесса дегидрирования бутан-бутилена в дивинил. По словам С. В. Львова, написавшему отзыв на её работу, «проект заслуживает безусловно отличной оценки». Окончила МИТХТ в 1941 году, получив инженерную специальность химика-технолога.
В июне 1941 года была направлена по распределению на завод СК-2 в Воронеж на должность начальника отделения цеха № 3. В августе 1941 года была избрана секретарём комсомольской организации цеха, входила в состав бюро РК ВЛКСМ Левобережного района Воронежа.
Осенью 1941 года основные цеха завода были эвакуированы, и с начала декабря 1941 года по февраль 1942 года Коротаева работала секретарём Воронежского горкома ВЛКСМ по военной работе.
В конце февраля 1942 года была снова переведена на работу на завод СК-2 на должность технолога цеха. Одновременно продолжала работать внештатным секретарём ГК ВЛКСМ по военной работе. Неоднократно обращалась к командующему Воронежским фронтом маршалу Тимошенко с просьбой призвать её в ряды Советской Армии.
При подходе фашистов к Воронежу была зачислена в состав партизанского отряда, откуда была откомандирована в Москву в ОМСБОН НКВД СССР. 1 июня 1942 года была зачислена курсантом радиороты школы МНС и специалистов ОМСБОН. По окончании школы в сентябре 1942 года по приказу Главнокомандующего была направлена в действующую армию в 897 горнострелковый полк 242 горнострелковой дивизии в качестве инструктора по альпинизму. Находясь на службе в полку, участвовала в разведках в тылу врага, проводила бойцов через перевалы, участвовала в эвакуации раненых через перевал Донгузорун.
В феврале 1943 года по приказу командующим Закавказским фронтом генерала армии Тюленева участвовала в снятии фашистских штандартов с Эльбруса.
По воспоминаниям Александра Михайловича Гусева, командира отряда альпинистов:

Альпинистов, пришедших из Сванетии, мы догнали на «Приюте Одиннадцати». Они двигались двумя группами: одна под руководством Н. А. Гусака через перевал Бечо, другая, возглавляемая А. И. Грязновым, через перевал Донгуз-орун. В группе Грязнова находилась единственная девушка — отважная разведчица альпинистка Люба Коротаева.
Здесь, на «Приюте Одиннадцати», все группы объединились в отряд. Нас было двадцать человек: политрук Е. А. Белецкий, инженер-капитан Н. А. Петросов, старшие лейтенанты В. Д. Лубенец и Б. В. Грачев, лейтенанты Н. А. Гусак, Н. П. Персиянинов, Л. Г. Коротаева, Е. В. Смирнов, Л. П. Кельс, Г. К. Сулаквелидзе, Н. П. Маринец, А. В. Багров и А. И. Грязнов, младшие лейтенанты А, И. Сидоренко, Г. В. Одноблюдов и А. А. Немчинов, рядовые В. П. Кухтин, братья Габриэль и Бекну Хергиани и я…
… Именно тогда впервые я услышал военную песню альпинистов.— А. М. Гусев. Эльбрус в огне. — Москва: Воениздат, 1980. — 208 с. — 65 000 экз. Архивировано 14 марта 2013 года.
История её такова.

Однажды, вспоминает Любовь Георгиевна Коротаева, когда задача была выполнена, по старой альпинистской традиции сложили каменный тур, поместив в него гранату. Вместо запала — записка: «В дни, когда враг побежал под ударами Красной Армии, мы поднялись сюда без веревок и палаток, в шубах и валенках, по суровым стенам Донгуз-Оруна, чтобы указать наступающим войскам… Коротаева, Грязнов — инструкторы альпинизма 3.01.43 г.»
После удачного выполнения задачи разведчики отдыхали в ущелье, вспоминая тяжелый зимний поход. Грязнов произнес первую стихотворную строчку, кто-то добавил вторую. Так и сложилась песня, ставшая очень популярной среди военных альпинистов.— «Девушка на „крыше Европы“», газета «Российские вести», 14 марта 1996 года
Воспоминания о восхождении на Эльбрус в феврале 1943-го Коротаевой:

От ударов ледорубов стонет ледник. Подъём все круче и круче. Бешено колотится сердце. С каждым шагом труднее дышать. Идём уже несколько часов, и, кажется, нет конца этой дороге в небо. Но вот седловина. Вершины словно совсем рядом. На Западной — часть ребят уже побывала. Сорвали фашистские штандарты…

А нам шагать и шагать до другой вершины — Восточной. Два-три удара ледоруба, для передних зубьев «кошек» этого достаточно. Ветер в лицо. С грохотом близко прошла лавина. Команда — «зарубиться». Несколько минут отдыха. И вот мы на вершине, безжизненной, закованной в ледяной панцирь. Обнялись, поздравили друг друга. И через миг затрепетало на ветру алое полотнище…
Исключительное мужество, сплочённость, дружба и большой опыт многих участников этого беспрецедентного штурма — вот что предопределило успех данной операции. Важно и то, что воины-альпинисты в столь трудных условиях не потеряли ни одного товарища. Памятное восхождение на Эльбрус — один из ярких завершающих эпизодов в тяжёлой битве за Кавказ. В своих мемуарах «Битва за Кавказ» член Политбюро ЦК КПСС, Маршал Советского Союза министр обороны СССР А. А. Гречко с большим теплом и чувством уважения отзывается о мужественных участниках легендарного восхождения на Эльбрус, о всех воинах-альпинистах, героизм и опыт которых сыграли исключительную роль в разгроме врага на Кавказе.
17 февраля 1943 года флаги были сняты и доставлены в штаб Закавказского фронта генералу Тюленеву. Приказом ВС Закавказского фронта №: 54/н от: 20.03.1943 инструктор альпинизма 897-го стрелкового полка техник-интендант 2-го ранга Каратаева награждена медалью «За отвагу» за штурм восточной вершины Эльбруса и установку там государственного флага СССР.
В апреле 1943 года вернулась в Москву, в радиошколу ОМСБОН и была назначена помощником командира взвода. В июне 1943 года была направлена на выполнение специального задания за линию фронта. С 25 августа 1943 года по 5 октября 1945 года работала в ГУГБ НКВД СССР старшим радиооператором. Принимала участие в боевых операциях, за что была награждена второй медалью «За отвагу». В октябре 1945 года была демобилизована из Действующей армии и поступила на работу в институт ГИПРОКаучук Министерства резиновой промышленности на должность старшего инженера-технолога.
В январе 1953 года поступила в 34 школу рабочей молодёжи Киевского района Москвы, где работала сначала учителем химии, а затем завучем школы.
Член КПСС с февраля 1953 года.
С августа 1961 года до конца жизни работала в Университете дружбы народов сначала ассистентом, а после защиты в 1963 году кандидатской диссертации доцентом кафедры неорганической химии.
Неоднократно избиралась членом партийного бюро факультета, секретарём партийной организации кафедры.
За работу в РУДН им. Патриса Лумумбы награждена орденом «Дружбы народов», знаком высшей школы СССР «За отличные успехи в работе» и грамотами Министерства, ректората и Совета Университета. В 1985 году награждена орденом Отечественной войны 2-й степени.
Скончалась в Москве 18 января 2000 года. Похоронена на Ваганьковском кладбище в Москве.

## Память
17 февраля 2010 года представителями Совета молодых депутатов представительных органов местного самоуправления Кабардино-Балкарской Республики для «увековечения памяти бойцов Красной армии, которые в суровом 1943 году сбросили с вершин седого Эльбруса фашистские штандарты и установившие Флаги Союза Советских Социалистических Республик», у «Приюта Одиннадцати» была установлена памятная доска.